# Estación Orense
La Estación Orense fue una estación ferroviaria, ubicada en la localidad homónima del partido de Tres Arroyos, en la Provincia de Buenos Aires, Argentina.

## Servicios
Fue una estación de primera, habilitada para carga, pasajeros, encomiendas, hacienda y telégrafo, del Ramal Defferrari - Coronel Dorrego del Ferrocarril del Sud. Luego de la nacionalización de los ferrocarriles (1948) pasó a integrar la red del Ferrocarril General Roca. Ya no presta ningún tipo de servicios. Fue el eje del ramal: el tramo de Defferrari hasta aquí fue inaugurado en 1910, y luego extendido hasta Coronel Dorrego en 1929. Fue clausurada en 1961, parte de las vías fueron levantadas para permitir la construcción de la ruta 72 provincial (que sigue aproximadamente la traza del ramal) y de sus instalaciones solo quedaban en pie, a comienzos de la década de 2000, un tanque de agua y los carteles nomencladores de los andenes.